# Ctenolophon
Ctenolophon là chi duy nhất trong họ thực vật hạt kín có danh pháp Ctenolophonaceae. Họ này bao gồm 3 loài cây gỗ. Chi này có sự phân bố rời rạc, tại Tây Phi và Malaysia.
Ctenolophonaceae là các loài cây gỗ có thể nhận ra nhờ các lá mọc đối, mép lá nguyên với các lá kèm liên cuống lá và cụm hoa đầu cành với các chồi hoa khá dài. Hoa lưỡng tính. Các lá đài tròn bền và đồng phát triển, còn quả nhanh khô màu xám với gân sát nhau là khác biệt. Quả kiên có một hạt được bọc trong áo hạt giả có lông tơ; nó vẫn gắn vào trụ giữa thanh mảnh.

## Hình ảnh